# Phyllonorycter endryella
Phyllonorycter endryella är en fjärilsart som först beskrevs av Mann 1855.  Phyllonorycter endryella ingår i släktet guldmalar, och familjen styltmalar.
Artens utbredningsområde är:
- Algeriet.
- Frankrike.
- Italien.
- Marocko.
- Portugal.
- Spanien.

Inga underarter finns listade i Catalogue of Life.